# ستيرلينغ جيبس
ستيرلينغ جيبس (بالإنجليزية: Sterling Gibbs)‏ (17 يوليو 1993 في الولايات المتحدة - ) هو لاعب كرة سلة أمريكي في مركز الهجوم خلفي. لعب مع UConn Huskies ‏.

## وصلات خارجية
- ستيرلينغ جيبس على موقع الاتحاد الدولي لكرة السلة (الإنجليزية)
- ستيرلينغ جيبس على موقع كرة السلة الأوروبية.كوم (الإنجليزية)
- ستيرلينغ جيبس على موقع كلية كرة السلة في سبورتس رفرنس.كوم (الإنجليزية)
- ستيرلينغ جيبس على موقع ريلجم (الإنجليزية)
- ستيرلينغ جيبس على موقع بروبوليرز (الإنجليزية)
- ستيرلينغ جيبس على موقع سبورتس رفرنس (الإنجليزية)
- ستيرلينغ جيبس على موقع أوليمبيديا (الإنجليزية)